# جيريسان (مسلسل كوري)
جيريسان (بالكورية: 지리산)؛ هو مسلسل تلفزيوني كوري جنوبي، تدور أحداثه حول ثاني أطول جبل في كوريا الجنوبية، عرض على قناة تي في إن من 23 أكتوبر إلى 12 ديسمبر من عام 2021 ، تم بثه كل يومي السبت والأحد، وهو متاح عالمياً على منصة iQIYI.
تم الترويج للمسلسل، على أنه «الدراما الخاصة بالذكرى الخامسة عشرة لقناة تي في إن».

## القصة
يصور المسلسل قصة الحراس وغيرهم من العاملين في منتزة جيريسان الوطنية الذين يتسلقون عبر المناطق الغامضة وغير المستكشفة من الجبل، في محاولة لإنقاذ الناجين والرحالة المفقودين. الدراما تتمحور حول لغز يحيط بالعديد من زوار الجبل. أولئك الذين يأتون ليقتلوا، وأولئك الذين يأتون لإنهاء حياتهم. 

## بطولة

### طاقم رئيسي
- جيون جي هيون بدور سيو يي كانغ.[17]
  - كيم دو ايون في دور يي كانغ الصغيرة.[18]

أفضل حارس في المنتزه ولديها خبرة واسعة بكيفية التنقل في مسارات الجبال، تصبح فيما بعد شريكة وصديقًة مقربًا لـ هيون جو.
- جو جي هون في دور كانغ هيون-جو.[19]

أحد خريجي الأكاديمية العسكرية، الذي ترقى إلى رتبة نقيب، بعد أن واجه حادثة مروعة على الجبل، قرر أن يصبح حارسًا.

### أدوار داعمة[20][21]
- سونغ دونغ إيل بدور جو داي جين

رئيس المكتب الفرعي للمنتزه وأمضى معظم حياته يعمل كحارس للمنتزة.
- أوه جونغ سي بدور جونغ جو يونغ

حارس واقعي للغاية يعيش بشعار «أنا بحاجة إلى الاعتناء بنفسي قبل أن أتمكن من رعاية الآخرين».
- تشو هان تشيول في دور بارك إيل دي ، قائد فريق الحارس.[23]
- جيون سوك هو في دور كيم وونغ سون ، ضابط شرطة.
- لي جا سيوب في دور كيم سول ، متطوع في المنتزه الوطني.
- غو مين شي في دور لي دا وون ، حارسة مبتدئة.[24]
- جو مين كيونغ في دور لي يانغ سونز.
- كيم يونغ اوم في  دور لي مون اوك ، جدة يي كانغ وصاحبة مطعم في القرية.
- يون جي أون بدور سي ووك.[25]
- كيم جوك هي في دور دكتور يون سو جين.[26]
- سون سيوك كوو في دور تشيول كيونغ.[27]

## المشاهدات
| الموسم | الموسم | رقم الحلقة | رقم الحلقة | رقم الحلقة | رقم الحلقة | رقم الحلقة | رقم الحلقة | رقم الحلقة | رقم الحلقة | رقم الحلقة | رقم الحلقة | رقم الحلقة | رقم الحلقة | رقم الحلقة | رقم الحلقة | رقم الحلقة | رقم الحلقة | المتوسط |
| الموسم | الموسم | 1          | 2          | 3          | 4          | 5          | 6          | 7          | 8          | 9          | 10         | 11         | 12         | 13         | 14         | 15         | 16         | المتوسط |
| ------ | ------ | ---------- | ---------- | ---------- | ---------- | ---------- | ---------- | ---------- | ---------- | ---------- | ---------- | ---------- | ---------- | ---------- | ---------- | ---------- | ---------- | ------- |
|        | 1      | 2.320      | 2.586      | 1.973      | 2.174      | 1.951      | 2.124      | 1.938      | 1.974      | 1.856      | 2.027      | 1.743      | 2.003      | 1.787      | 1.900      | 1.829      | 2.284      | 2.029   |

وفقا لنيلسن كوريا ، حطم العرض الاول من المسلسل أرقاماً قياسية، بمتوسط تقييم بنسبة 9.097% مع الذروة 10.7% ، مايقارب 2.3 مليون مشاهد قد شاهد الحلقة. ، تجاوزت مشاهدات جميع مسلسلات شبكة تي في ان التي عرضت في نهاية الأسبوع كعرض أول.
| رقم     | تاريخ البث     | تقييمات AGB Nielsen | تقييمات AGB Nielsen |
| رقم     | تاريخ البث     | على الصعيد الوطني   | سيئول               |
| ------- | -------------- | ------------------- | ------------------- |
| 1       | 23 أكتوبر 2021 | 9.097%              | 9.671%              |
| 2       | 24 أكتوبر 2021 | 10.663%             | 12.226%             |
| 3       | 30 أكتوبر 2021 | 7.850%              | 8.141%              |
| 4       | 31 أكتوبر 2021 | 9.384%              | 10.348%             |
| 5       | 6 نوفمبر 2021  | 7.966%              | 8.055%              |
| 6       | 7 نوفمبر 2021  | 8.922%              | 9.507%              |
| 7       | 13 نوفمبر 2021 | 7.870%              | 8.476%              |
| 8       | 14 نوفمبر 2021 | 7.908%              | 9.076%              |
| 9       | 20 نوفمبر 2021 | 7.762%              | 8.467%              |
| 10      | 21 نوفمبر 2021 | 8.261%              | 9.054%              |
| 11      | 27 نوفمبر 2021 | 7.562%              | 8.009%              |
| 12      | 28 نوفمبر 2021 | 8.105%              | 8.656%              |
| 13      | 4 ديسمبر 2021  | 7.741%              | 8.978%              |
| 14      | 5 ديسمبر 2021  | 8.212%              | 8.626%              |
| 15      | 11 ديسمبر 2021 | 7.636%              | 8.243%              |
| 16      | 12 ديسمبر 2021 | 9.225%              | 10.114%             |
| المتوسط | المتوسط        | 8.385%              | 9.103%              |

## الإنتاج

### صناعة
- تخطيط: كيم يونغ كيو (S.D).
- فريق العمل: إستوديو دراغون، آ ستوري، بارام بيكتشرز.
- كتابة: المسلسل من كتابة كيم اون هي التي كتبت مسلسل نتفليكس الشهير المملكة.[31]
- إخراج: المسلسل من إخراج لي ايونغ بوك الذي اخرج مسلسلات مثل، الحب السري، أحفاد الشمس، العفريت، السيد المشرق، منزل جميل.[32]

تستند قصة جيريسان إلى مقابلات الكاتبة كيم أون هي مع عمال المنتزهات الوطنية، صرحت كيم في مقابلة لها، «عندما كتبت جريسان في البداية، لم تركز على الحراس، كانت مهتمة أكثر بقصص متسلقي الجبال، ومع ذلك، كانت مفتونًة أكثر بعملهم بعد إجراء مقابلات معهم». ويقال أيضًا أن جيريسان يذكرها بالفيلم الأمريكي كليفهانجر لعام 1993.
هو مسلسل بميزانية إنتاج ضخمة، حيث تبلغ تكلفتها قرابة 32 مليار وون (حوالي 27.4 مليون دولار أمريكي).
حصلت منصة iQIYI على حقوق التوزيع الخارجية بقيمة 25 مليار وون، أي حوالي 80٪ من تكاليف الإنتاج.

### طاقم
في 3 مارس 2020، أفيد أن جيون جي هيون كانت في محادثات للانضمام في مسلسل التلفزيوني جديد للكاتبة كيم اون هي. في 4 سبتمبر، تم تأكيد انضمام جو جي هون للعب دور البطولة بجانب جيون. انضم سونغ دونغ ايل و اوه سونغ ايه رسميًا إلى فريق التمثيل الرئيسي في 10 سبتمبر.

### التصوير
بدأ التصوير الرئيسي في 18 سبتمبر 2020 في سان ناي ميون في نامون، جيونبوك. جرت أول جلسة تصوير في الهواء الطلق في 29 أكتوبر. توقف الإنتاج مؤقتا في الفترة من 8 إلى 20 ديسمبر بسبب ارتفاع حالات COVID-19 في كوريا الجنوبية. اكتمل التصوير لاحقًا في يونيو 2021، بعد حوالي 10 أشهر. وهو أول مسلسل تلفزيوني يتم تصويره في منتزهات جيريسان الوطنية.

## روابط خارجية
- جريسان على الموقع الرسمي (بالكورية)
- جيريسان على هانسينما (بالإنجليزية)

- جريسان على موقع IMDb (الإنجليزية)
- جريسان على موقع نتفليكس (الإنجليزية)
- جريسان على موقع فيلمافينيتي (الإسبانية)
- جريسان على موقع كينوبويسك (الروسية)
- جريسان على موقع قاعدة بيانات الفيلم (الإنجليزية)
- جيريسان على منصة آي جيي